# Маунт Вернон (Мериленд)
Маунт Вернон (енгл. Mount Vernon) насељено је место без административног статуса у америчкој савезној држави Мериленд.

## Демографија
По попису из 2010. године број становника је 779, што је 18 (2,4%) становника више него 2000. године.
| Група             | 2000.       | 2010.       |
| Белци             | 571 (75,0%) | 623 (80,0%) |
| Афроамериканци    | 177 (23,3%) | 141 (18,1%) |
| Азијати           | 1 (0,1%)    | 0 (0,0%)    |
| Хиспаноамериканци | 6 (0,8%)    | 7 (0,9%)    |
| Укупно            | 761         | 779         |